# Koshihikari

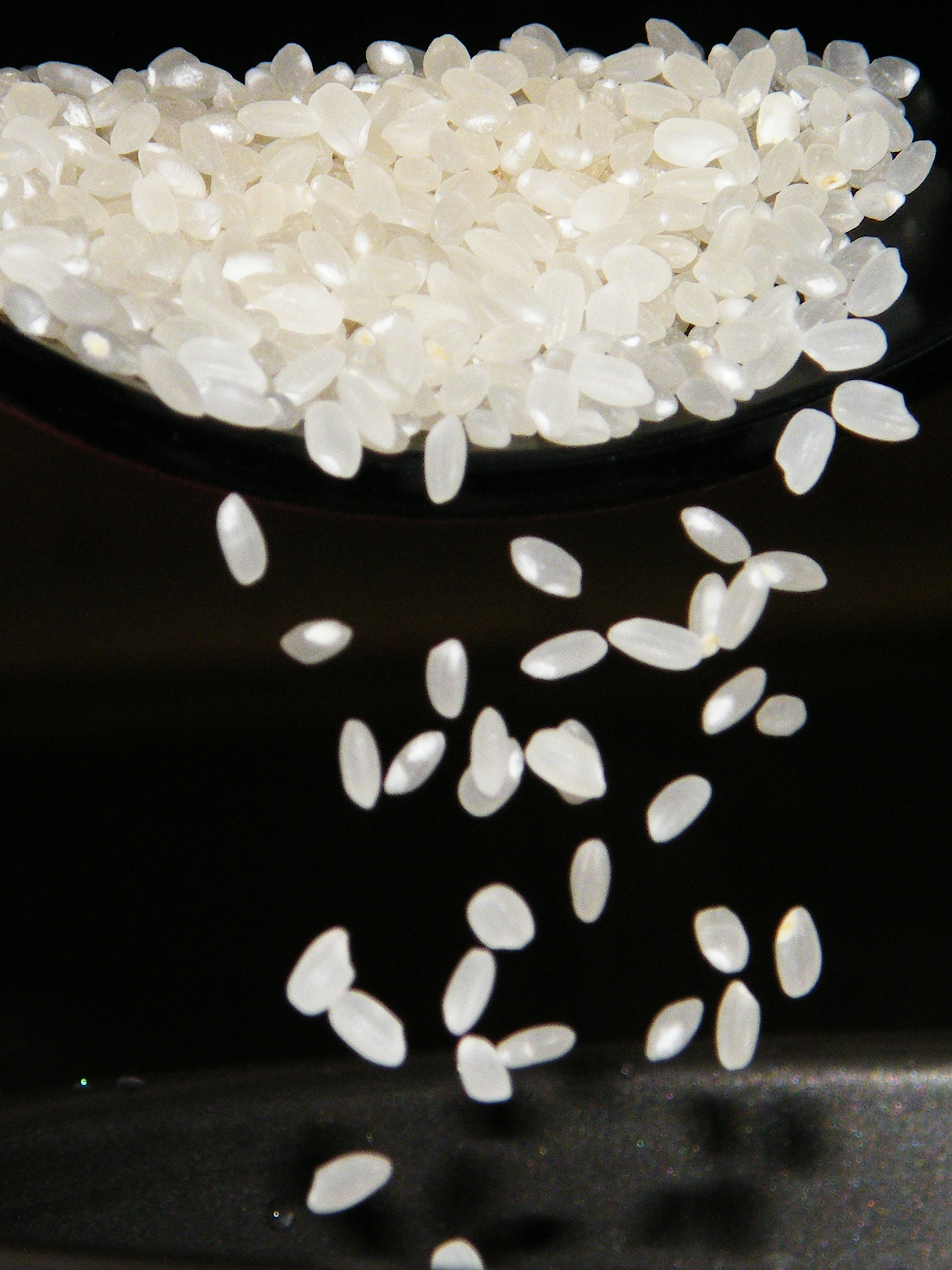
Koshihikari

Koshihikari (jap. コシヒカリ oder 越光, dt. „Licht von Koshi“) ist eine Reisart, die in Japan, aber auch in Australien und den USA angebaut wird.
Koshihikari wurde erstmals 1956 gezüchtet aus der Kombination der zwei unterschiedlichen Reissorten Nōrin 1-gō (農林1号) und Nōrin 22-gō (農林22号) in der Fukui Nōji Kairyō Jikkensho (福井農事改良実験所, „Landwirtschaftsverbesserungs-Versuchsanstalt Fukui“). Die Sorte nahm an Beliebtheit zu, teilweise wohl auch durch deren gutes Aussehen. Heute zählt sie zu einer der am meisten angepflanzten Sorten des Landes und ihr Geschmack variiert je nach Region. Koshihikari, der in der Uonuma-Region der Präfektur Niigata gezogen wurde, zählt zu den teuersten Reissorten Japans.